# Private Banking (Fernsehfilm)
Private Banking ist ein zweiteiliges Fernsehdrama, das am 17. und 18. Dezember 2017 im Schweizer Fernsehen (SRF) ausgestrahlt wurde. Der Film handelt von einer Zürcher Privatbank und entstand unter der Regie von Bettina Oberli.

## Handlung
Nachdem der Zürcher Privatbankier Leo Weyer unerwartet einen Herzinfarkt erlitten hat, wird er ins künstliche Koma versetzt. Seiner unehelichen Tochter Caroline Pfister, mit der er bis anhin nur wenig Kontakt pflegte, vermacht er seine Anteilsscheine an der von ihm geführten Privatbank. Nach anfänglichem Zögern entschliesst sich Caroline Pfister, ihren Anteil nicht an die anderen Partner abzutreten, und versucht, die Führung der Bank zu übernehmen.
Mit der Hilfe der Compliance-Beraterin Stephanie Pfenninger entwickelt sie eine neue Strategie für die zukünftige Ausrichtung der Bank. Dabei stehen nachhaltige Anlageinstrumente und die vollständige Trennung von Schwarzgeld im Fokus. Trotz der anfänglichen Euphorie der Kunden zeigt sich, dass sowohl Kundenberater wie Marco Antonelli als auch Leo Weyer die Dokumentation der verwalteten Gelder vernachlässigt haben und ihren Kunden bei der Umgehung der geltenden Steuergesetze behilflich waren. Obwohl Stephanie Pfenninger Caroline Pfister auf die Missstände hinweist, entscheidet diese sich schlussendlich gegen eine vollständige Lösung des Problems. So wird der externe Auditor Adrian Wyss, der ursprünglich einen Bericht für die Eidgenössische Finanzmarktaufsicht verfassen sollte, kurzerhand als Mitarbeiter eingestellt.

## Hintergrund
In dem Fernsehfilm, der ursprünglich als Serie geplant war, geht es um Kundenberater und ihre Beziehungen zu Kunden, die enger als beim Investment Banking ausgestaltet sind. Wichtig war bei der Erarbeitung des Stoffs gemäss Regisseurin Bettina Oberli auch das Vater-Tochter-Verhältnis. In einer veränderten Situation nach der Aufhebung des Schweizer Bankgeheimnisses geben in dieser fiktiven Geschichte die alten, erfahrenen Banker das Risiko an ihre jungen, hungrigen Kollegen weiter. Ausserdem wird die interne Gegnerschaft zwischen Kundenberatern und der Compliance in solchen diskreten Instituten thematisiert.

## Rezeption

### Kritiken
„90 Minuten hätten für diese Geschichte gereicht. Stattdessen wurde mit der grossen Kelle angerichtet. Auch mit enormem Werbe- und Traileraufwand. Der erste Teil war ein Compliance-Crash-Kurs für Banklehrlinge im ersten Ausbildungsjahr. Beim zweiten Stück kam dann doch noch Spannung auf.“

### Einschaltquote
Der erste Teil von Private Banking wurde am 17. Dezember 2017 in der Schweiz von 559’000 Zuschauern gesehen und erreichte einen Marktanteil von 28,6 %. Der zweite Teil erreichte deren 487’000 und einen Anteil von 28,9 %.

## Auszeichnungen (Auswahl)
- Schweizer Fernsehfilmpreis 2018
  - Stephanie Japp – beste weibliche Hauptrolle
  - Anna Schinz – beste weibliche Nebenrolle